# Ster van Bessèges 2006
De Ster van Bessèges 2006 (Frans: Étoile de Bessèges 2006) werd gehouden van 1 februari tot en met 5 februari in Frankrijk. De 36ste editie van deze rittenkoers maakte deel uit van de UCI Europe Tour 2006.

## Etappe-overzicht
| etappe | datum      | start          | finish           | afstand | winnaar            | klassementsleider |
| ------ | ---------- | -------------- | ---------------- | ------- | ------------------ | ----------------- |
| 1e     | 1 februari | Marseille      | Marseille        | 126 km  | Frederik Willems   | Frederik Willems  |
| 2e     | 2 februari | Nîmes          | Saint-Ambroix    | 149 km  | Jaan Kirsipuu      | Frederik Willems  |
| 3e     | 3 februari | Portes-Château | Salles-du-Gardon | 140 km  | Eric Leblacher     | Frederik Willems  |
| 4e     | 4 februari | Allègre        | Allègre          | 151 km  | Stéphane Petilleau | Frederik Willems  |
| 5e     | 5 februari | Gagnières      | Bessèges         | 148 km  | Jaan Kirsipuu      | Frederik Willems  |

## Etappe-uitslagen

### 1e etappe
| rang | renner            | land       | tijd    |
| ---- | ----------------- | ---------- | ------- |
| 1    | Frederik Willems  | België     | 3.20.34 |
| 2    | Preben Van Hecke  | België     | 0.20    |
| 3    | Thomas Voeckler   | Frankrijk  | 0.21    |
| 4    | Michael Blaudzun  | Denemarken | 0.21    |
| 5    | Ludovic Turpin    | Frankrijk  | 0.24    |
| 6    | Mads Kaggestad    | Noorwegen  | 0.24    |
| 7    | Glenn D'Hollander | België     | 0.28    |
| 8    | Brian Vandborg    | Denemarken | 0.34    |
| 9    | Sylvain Calzati   | Frankrijk  | 1.44    |
| 10   | Killian Patour    | Frankrijk  | 2.03    |

### 2e etappe
| rang | renner              | land        | tijd    |
| ---- | ------------------- | ----------- | ------- |
| 1    | Jaan Kirsipuu       | Estland     | 3.51.03 |
| 2    | Stéphane Bonsergent | Frankrijk   | 0.00    |
| 3    | Aljaksandr Oesaw    | Wit-Rusland | 0.00    |
| 4    | Olaf Pollack        | Duitsland   | 0.00    |
| 5    | Mattia Gavazzi      | Italië      | 0.00    |
| 6    | Alejandro Borrajo   | Argentinië  | 0.00    |
| 7    | Eric Baumann        | Duitsland   | 0.00    |
| 8    | André Greipel       | Duitsland   | 0.00    |
| 9    | Baden Cooke         | Australië   | 0.00    |
| 10   | Mauro Gerosa        | Italië      | 0.00    |

### 3e etappe
| rang | renner            | land                | tijd    |
| ---- | ----------------- | ------------------- | ------- |
| 1    | Eric Leblacher    | Frankrijk           | 3.31.21 |
| 2    | Sébastien Joly    | Frankrijk           | 1.20    |
| 3    | Steven Cummings   | Verenigd Koninkrijk | 1.20    |
| 4    | Sylvain Chavanel  | Frankrijk           | 1.22    |
| 5    | Bert Scheirlinckx | België              | 1.22    |
| 6    | Pieter Mertens    | België              | 1.26    |
| 7    | David Le Lay      | Frankrijk           | 1.28    |
| 8    | Ángel Castresana  | Spanje              | 2.04    |
| 9    | Pasquale Muto     | Italië              | 2.04    |
| 10   | Anthony Charteau  | Frankrijk           | 2.04    |

### 4e etappe
| rang | renner             | land       | tijd    |
| ---- | ------------------ | ---------- | ------- |
| 1    | Stéphane Petilleau | Frankrijk  | 3.36.25 |
| 2    | André Greipel      | Duitsland  | 0.10    |
| 3    | Jean-Luc Delpech   | Frankrijk  | 0.10    |
| 4    | Björn Leukemans    | België     | 0.10    |
| 5    | Lars Bak           | Denemarken | 0.10    |
| 6    | Giairo Ermeti      | Italië     | 0.10    |
| 7    | Nicolas Vogondy    | Frankrijk  | 0.14    |
| 8    | Frédéric Amorison  | België     | 0.14    |
| 9    | Andy Capelle       | België     | 0.14    |
| 10   | Hubert Dupont      | Frankrijk  | 1.17    |

### 5e etappe
| rang | renner              | land        | tijd    |
| ---- | ------------------- | ----------- | ------- |
| 1    | Jaan Kirsipuu       | Estland     | 3.17.48 |
| 2    | Stéphane Bonsergent | Frankrijk   | 0.00    |
| 3    | Jimmy Casper        | Frankrijk   | 0.00    |
| 4    | Aljaksandr Oesaw    | Wit-Rusland | 0.00    |
| 5    | Mattia Gavazzi      | Italië      | 0.00    |
| 6    | Olaf Pollack        | Duitsland   | 0.00    |
| 7    | Arnaud Coyot        | Frankrijk   | 0.00    |
| 8    | Anthony Geslin      | Frankrijk   | 0.00    |
| 9    | Tomas Vaitkus       | Litouwen    | 0.00    |
| 10   | James Vanlandschoot | België      | 0.00    |

## Algemeen klassement
| rang | renner            | land       | tijd     |
| ---- | ----------------- | ---------- | -------- |
| 1    | Frederik Willems  | België     | 17.46.12 |
| 2    | Preben Van Hecke  | België     | 0.26     |
| 3    | Thomas Voeckler   | Frankrijk  | 0.26     |
| 4    | Michael Blaudzun  | Denemarken | 0.32     |
| 5    | Ludovic Turpin    | Frankrijk  | 0.36     |
| 6    | Mads Kaggestad    | Noorwegen  | 0.36     |
| 7    | Brian Vandborg    | Denemarken | 0.43     |
| 8    | Maxime Mederel    | Frankrijk  | 2.30     |
| 9    | Killian Patour    | Frankrijk  | 4.06     |
| 10   | Jurgen Van Goolen | België     | 4.11     |

1971 · 1972 · 1973 · 1974 · 1975 · 1976 · 1977 · 1978 · 1979 · 1980 · 1981 · 1982 · 1983 · 1984 · 1985 · 1986 · 1987 · 1988 · 1989 · 1990 · 1991 · 1992 · 1993 · 1994 · 1995 · 1996 · 1997 · 1998 · 1999 · 2000 · 2001 · 2002 · 2003 · 2004 · 2005 · 2006 · 2007 · 2008 · 2009 · 2010 · 2011 · 2012 · 2013 · 2014 · 2015 · 2016 · 2017 · 2018 · 2019 · 2020 · 2021 · 2022 · 2023 · 2024 · 2025